# Tempo Certo
Tempo Certo - Ao Vivo em Campo Grande é o segundo álbum ao vivo da dupla sertaneja Henrique & Diego, lançado em fevereiro de 2015 pela Sony Music. Gravado em Campo Grande com a presença de mais de 50 mil pessoas. O DVD conta com as participações de MC Guimê, César Menotti & Fabiano, Bruninho & Davi e Turma do Pagode,  e com produção musical de Dudu Borges.

## Lista de faixas

### CD
| N.º | Título                                          | Duração |  |
| 1.  | "Vida Mais ou Menos"                            | 4:28    |  |
| 2.  | "Suíte 14" (Part. MC Guimê)                     | 2:58    |  |
| 3.  | "Bom Motivo"                                    | 3:03    |  |
| 4.  | "Senha do Celular"                              | 2:59    |  |
| 5.  | "Sentimento Maldito"                            | 3:30    |  |
| 6.  | "Pensamentos"                                   | 3:16    |  |
| 7.  | "Eu Tô Sabendo" (Part. Turma do Pagode)         | 2:48    |  |
| 8.  | "Replay"                                        | 3:18    |  |
| 9.  | "Desapega"                                      | 3:11    |  |
| 10. | "Esqueci Você"                                  | 3:08    |  |
| 11. | "Flor de Goiás" (Part. César Menotti & Fabiano) | 4:08    |  |
| 12. | "Emburradinha" (Part. Bruninho & Davi)          | 3:16    |  |
| 13. | "Perguntas Sem Respostas"                       | 2:44    |  |
| 14. | "Completamente Amor"                            | 3:27    |  |
| 15. | "Malícia Pura"                                  | 2:55    |  |
| 16. | "Menina Louca"                                  | 3:18    |  |

### DVD
| N.º | Título                                          | Duração |  |
| 1.  | "Abertura"                                      |         |  |
| 2.  | "Vida Mais ou Menos"                            |         |  |
| 3.  | "Senha do Celular"                              |         |  |
| 4.  | "Desapega"                                      |         |  |
| 5.  | "Bom Motivo"                                    |         |  |
| 6.  | "Malícia Pura"                                  |         |  |
| 7.  | "Sentimento Maldito"                            |         |  |
| 8.  | "Completamente Amor"                            |         |  |
| 9.  | "Eu Só Quero Você"                              |         |  |
| 10. | "Pensamentos"                                   |         |  |
| 11. | "Esqueci Você"                                  |         |  |
| 12. | "Emburradinha" (Part. Bruninho & Davi)          |         |  |
| 13. | "Replay"                                        |         |  |
| 14. | "Flor de Goiás" (Part. César Menotti & Fabiano) |         |  |
| 15. | "Vai Virar Notícia"                             |         |  |
| 16. | "Suíte 14" (Part. MC Guimê)                     |         |  |
| 17. | "Perguntas Sem Respostas"                       |         |  |
| 18. | "Eu Tô Sabendo" (Part. Turma do Pagode)         |         |  |
| 19. | "Menina Louca"                                  |         |  |